# Calliteara farenoides
Calliteara farenoides is een vlinder uit de familie van de spinneruilen (Erebidae), uit de onderfamilie van de donsvlinders (Lymantriinae). De wetenschappelijke naam van de soort is voor het eerst gepubliceerd in 1892 door Thomas Pennington Lucas.
De adulten hebben een spanwijdte van ongeveer 4 centimeter bij de mannetjes en 6 centimeter bij de vrouwtjes. Een voor de rups bekende voedselplant is Terminalia carolinensis.
De soort komt voor in Queensland (Australië). 